# 富尔内斯
富尔内斯（法語：Fournès，法語發音：[fuʁnɛs]）是法国加尔省的一个市镇，属于尼姆区。

## 地理
富尔内斯（43°55'44"N, 4°36'5"E）面积17.66 平方千米，位于法国奧克西塔尼大區加尔省，该省份为法国南部沿海省份，南端濒地中海，北起顺时针与阿尔代什省、沃克吕兹省、罗讷河口省、埃罗省、阿韦龙省和洛泽尔省接壤。
与富尔内斯接壤的市镇（或旧市镇、城区）包括：埃斯泰扎尔格、蒙弗兰、勒穆兰、圣伊莱尔多济扬、塞尔纳克、泰济耶。

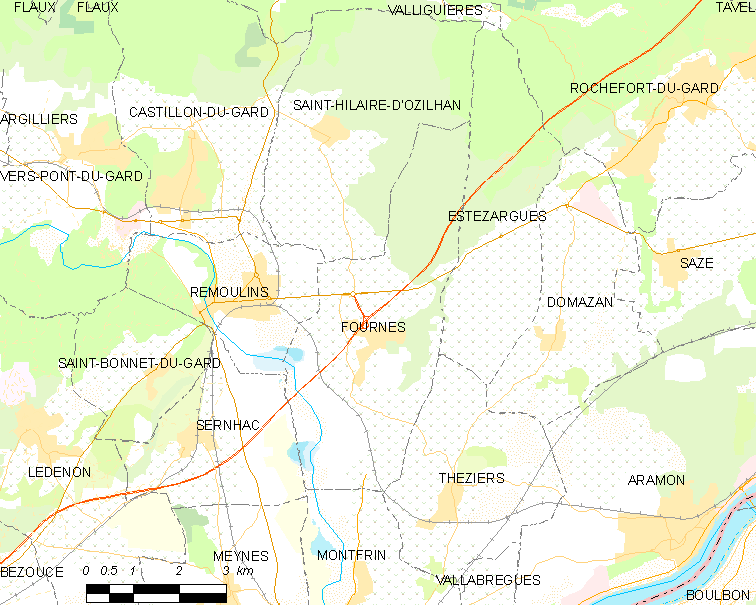
富尔内斯的OSM定位图

富尔内斯的时区为UTC+01:00、UTC+02:00（夏令时）。

## 行政
富尔内斯的邮政编码为30210，INSEE市镇编码为30116。

## 政治
富尔内斯所属的省级选区为勒代桑县。

## 人口

1962-2008年间富尔内斯人口变化图示

富尔内斯于2022年1月1日时的人口数量为1058人。